# Parabel (liknelse)

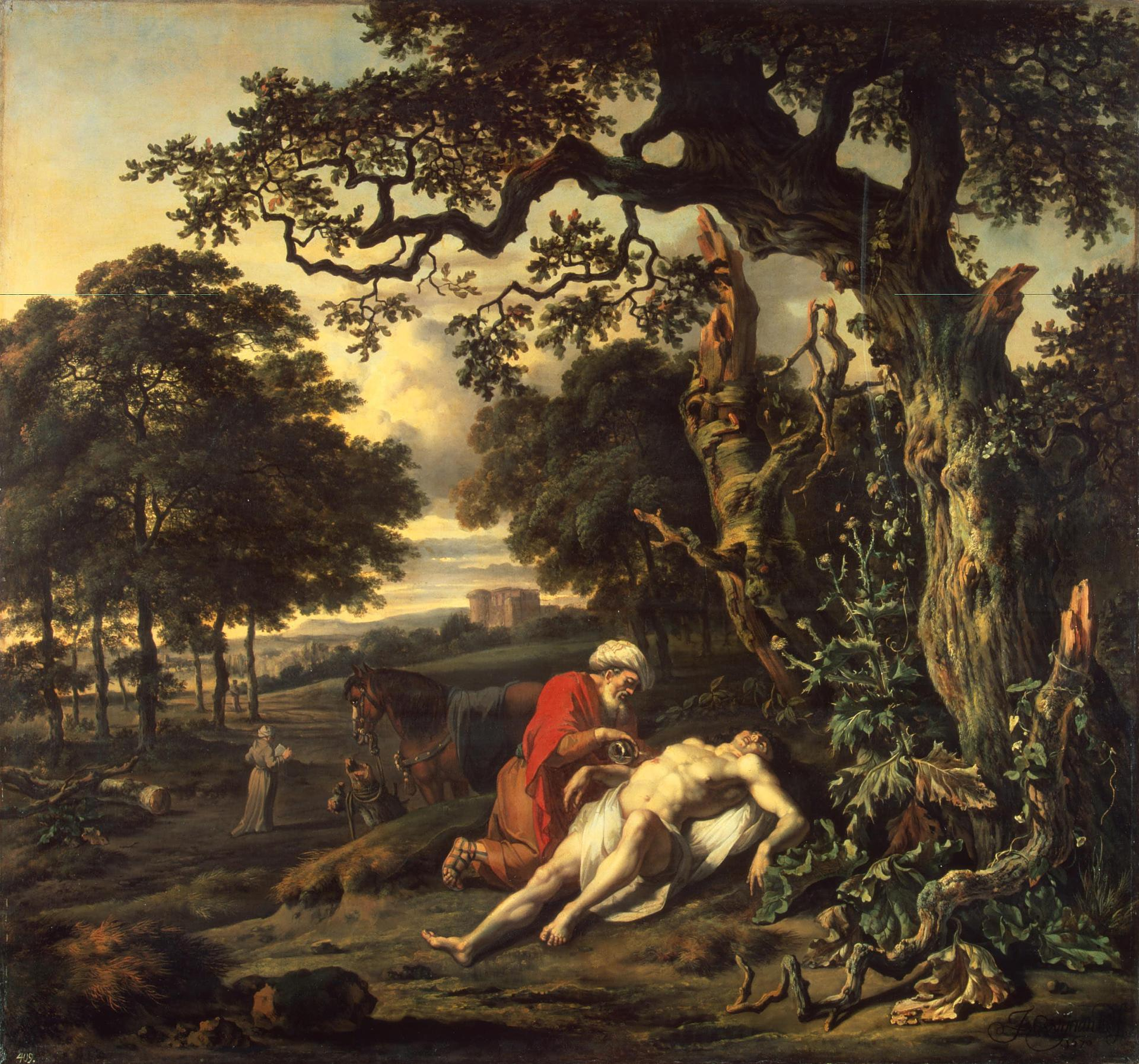
Liknelsen med den barmhärtige samariern av Jan Wijnants (1670)

En filosofisk parabel är en pedagogisk eller moralisk allegori med enkla motiv hämtade från åhörarens vardag, till exempel Jesu liknelser i Bibeln.

## Etymologi
Ordet parabel kommer från grekiska, παραβολή (parabolē), som betyder "liknelse", "illustration", "analogi". Det var det uttryck som grekiska retoriker gav till varje påhittad liknelse i formen av en kort berättelse.
I Sverige är ordet tidigast dokumenterat 1550. 